# Parti destourien libre
Le Parti destourien libre (arabe : الحزب الدستوري الحر), abrégé en PDL, est un parti politique nationaliste et bourguibiste tunisien fondé le 23 septembre 2013 par l'ancien Premier ministre Hamed Karoui sous le nom de Mouvement destourien, avant de prendre son nom actuel le 16 août 2016. Le parti est dirigé depuis 2016 par l'avocate et députée Abir Moussi, ce qui en fait le seul parti parlementaire dirigé par une femme en Tunisie.
Créé par des anciens dirigeants du Rassemblement constitutionnel démocratique (RCD), héritier d'un parti dominant le paysage politique de 1956 à la révolution de 2011, le PDL ne nie pas cette appartenance et se réclame de tout l'héritage du Destour de sa création en 1920 par Abdelaziz Thâalbi à sa chute.
Aux élections législatives de 2019, le parti arrive en troisième place avec 6,63 % des voix exprimées et fait son entrée à l'Assemblée des représentants du peuple avec 17 sièges. En juillet 2020, il se classe premier dans un sondage d'opinion.

## Histoire

### Présidence Karoui

Logo du Mouvement destourien.

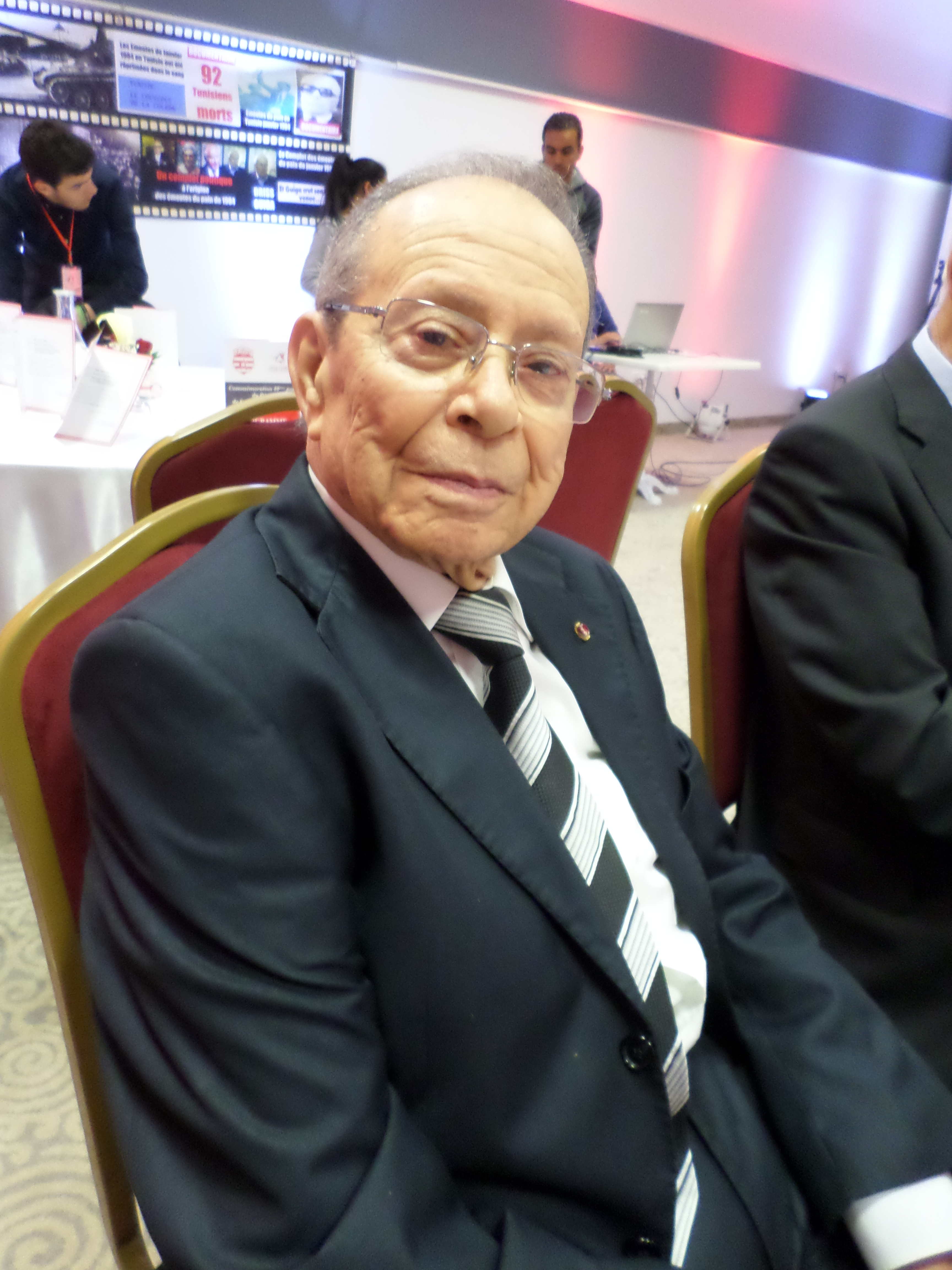
Hamed Karoui, ancien Premier ministre et premier président du PDL.

Le 30 mai 2013, l'ancien ministre de Habib Bourguiba et Premier ministre de Zine el-Abidine Ben Ali, Hamed Karoui, lance une initiative pour rassembler les destouriens (constitutionalistes), les sympathisants du Rassemblement constitutionnel démocratique de l'ancien président Zine el-Abidine Ben Ali au sein d'un seul parti politique et lutter contre leur exclusion de la vie politique tunisienne. Le 23 septembre, il fonde le Mouvement destourien, avec Abderrahim Zouari.
Le mouvement participe sans succès aux élections législatives de 2014 et ne remporte aucun siège. Le 16 août 2014, Zouari est désigné candidat pour l'élection présidentielle organisée la même année,, avant de retirer sa candidature à la suite des mauvais résultats du parti aux législatives, le parti ayant ensuite appelé les Tunisiens à voter pour Béji Caïd Essebsi.

### Présidence Moussi
Le 13 août 2016, à l'occasion du congrès constitutif du parti, l'avocate Abir Moussi est élue présidente du Mouvement destourien, succédant à Hamed Karoui, le même congrès élisant Hatem Laamari comme secrétaire général du parti. Le mouvement devient le Parti destourien libre le 16 août. Le 13 octobre, à peine deux moins après son élection, Laamari est limogé du parti, le PDL expliquant dans un communiqué que ce limogeage intervient « suite aux dépassements et infractions graves commis par Hatem Laamari, notamment au niveau de la gestion » sans toutefois clarifier ces dépassements.
En vue des élections législatives de 2019, le parti arrive troisième d'un sondage de Sigma Conseil. Le parti confirme cette troisième place en obtenant 6,63 % des voix, et la cinquième place en termes de sièges avec 17 députés sur 217. Au premier tour de l'élection présidentielle, la candidate du parti, Abir Moussi, arrive à la neuvième place sur 26 candidats, avec 4,02 % des voix. En fin d'année, le parti est classé premier dans un sondage avec 7,8 % d'intentions de vote, avant de grimper à 29 % en juillet 2020, 5 points devant Ennahdha. En décembre 2020, le PDL a élargi son avance sur Ennahdha avec 38 % contre 20 %, soit 18 points d'avance, sa présidente Abir Moussi arrivant deuxième dans les intentions de vote pour la présidentielle avec 17 % derrière le président Kaïs Saïed en tête avec 41 %.
Le 14 août 2021, Moussi est réélue comme présidente du parti par le congrès national.

## Structures

### Présidence
| Leader | Leader | Leader       | Mandat                                                        | Notes |
| ------ | ------ | ------------ | ------------------------------------------------------------- | --- |
| 1      |        | Hamed Karoui | 23 septembre 2013 - 13 août 2016 (2 ans, 10 mois et 21 jours) | Militant destourien depuis l'âge de 15 ans, il crée en 2013 le Parti destourien libre. De 1989 à 1999, il est Premier ministre sous la présidence de Zine el-Abidine Ben Ali. |
| 2      |        | Abir Moussi  | depuis le 13 août 2016 (8 ans, 11 mois et 30 jours)           | Avocate de formation, elle devient en 2010 secrétaire général adjointe chargée de la Femme au RCD. Après la dissolution de ce dernier à laquelle elle s'est opposée, elle intègre le Parti destourien libre, dont elle est élue présidente en 2016. Après les élections de 2019, elle est à la une de la scène politique tunisienne en se présentant comme la « seule vraie combattante » des islamistes. |

### Comité politique
Le comité politique est composé en août 2021 des membres suivants :
- Thameur Saad
- Awatef Grich
- Mohamed Karim Krifa
- Samira Saihi
- Ali Bejaoui
- Olfa Ayachi
- Neji Jarrahi
- Mohamed Ezzeddine Abdelkafi
- Hajer Enneifer
- Samira Hadded
- Nadia Ben Romdhane
- Mohamed Ammar
- Houda Selmaoui
- Mokhtar Bartagi
- Mariem Sassi

## Positions

### Ligne
Le Parti destourien libre se dit être un parti bourguibiste, moderniste, souverainiste et anti-islamiste. Il est en effet partisan d'une politique d'intransigeance à l'égard du parti islamiste Ennahdha, avec lequel il refuse de dialoguer et qu'il ne reconnaît pas.

### Régime politique

#### Troisième république
Le Parti destourien libre appelle depuis 2018 à changer le régime politique tunisien et à passer à une troisième république.
Pour ce faire, le PDL propose l'adoption d'une nouvelle Constitution et prépare dans ce cadre une Constitution « alternative » après avoir fait réalisé une comparaison entre la Constitution de 1959 et celle de 2014 par une commission d'experts mise en place par le parti. Lors de sa célébration de la Fête de l'indépendance, le 20 mars 2018, Abir Moussi déclare que son parti a déposé la veille une copie de sa nouvelle Constitution à la présidence de la République et réclame l'organisation d'un référendum sur son adoption.
Le PDL, à travers cette nouvelle Constitution, veut faire passer le régime politique d'un régime parlementaire à un régime présidentiel modéré ; le pouvoir exécutif dans ce régime serait fort, avec un président de la République nommé et démis le Premier ministre, de même pour les membres du gouvernement sans passer par le parlement, ce dernier ayant un rôle de contrôle sur le travail du gouvernement et pouvant retirer la confiance au Premier ministre.

#### Critique de la décentralisation
Depuis l'adoption du Code des collectivités locales en 2018, le PDL est l'un des partis qui s'y opposent. Abir Moussi considère que le pouvoir local tel que prévu par la Constitution de 2014 vient démanteler l'État et découper le pays en petits États ; elle ajoute que la loi soutient en apparence la décentralisation et la libre initiative mais, en réalité, a été adoptée pour démanteler les institutions de l'État. Moussi qualifie le Code des collectivités locales de dangereux car il engendrerait la décomposition de l'État et la révolte du pouvoir local contre le pouvoir central. En 2020, Moussi appelle lors d'une plénière de l'Assemblée des représentants du peuple à le réformer.

### Relations internationales

#### Relations avec le Qatar et la Turquie
Le PDL a plusieurs fois affirmé qu'il s'oppose à toute forme d'ingérence étrangère dans les affaires intérieures tunisiennes et à toute implication tunisienne dans la guerre froide au Moyen-Orient, malgré des accusations de proximité avec les Émirats arabes unis que le parti nie catégoriquement.
Le 27 avril 2020, la présidente du bloc parlementaire du parti, Abir Moussi, déclare dans un point presse que le président de l'Assemblée des représentants du peuple et d'Ennahdha, Rached Ghannouchi, veut passer deux accords, avec le Qatar et la Turquie, contrevenant ainsi à des dispositions du règlement intérieur du parlement. Dans une lettre adressée le 28 avril au chef du gouvernement de l'époque, Elyes Fakhfakh, Moussi demande à ce dernier de retirer définitivement ces deux accords « nuisant à la souveraineté du pays, à l'indépendance des décisions tunisiennes et au système économique national » ; elle déclare le même jour dans une vidéo que le gouvernement a officiellement envoyé « une correspondance à l'assemblée pour demander le report de la plénière consacrée à l'examen des 2 projets de loi sur des accords avec le Qatar et la Turquie ». Le 17 septembre, le PDL renouvelle sa demande au nouveau chef du gouvernement, Hichem Mechichi, de retirer définitivement ces projets de loi.

#### Guerre civile libyenne
En janvier 2020, le Parti destourien libre dénonce dans une déclaration le silence du président de la République Kaïs Saïed et du parlement sur l'intervention militaire turque dans la guerre civile libyenne et demande d'auditionner les ministres de la Défense et des Affaires étrangères sur la position de la Tunisie dans cette affaire ; le parti critique aussi la visite impromptue en Tunisie du président turc Recep Tayyip Erdoğan, accompagné par son ministre de la Défense Hulusi Akar et de son chef des renseignements Hakan Fidan, qualifiant cette visite d'une « évolution dangereuse du dossier libyen ».
Le 4 mai de la même année, le PDL dépose un projet de motion parlementaire dans laquelle il refuse l'installation d'une base logistique qui faciliterait les ingérences étrangères en Libye « sous couvert des accords et conventions économiques, sociaux et financiers », la motion appelant le parlement à s'opposer à toute intervention étrangère « susceptible de saper l'unité territoriale dans ce pays et de porter atteinte à sa souveraineté, à mettre en péril la paix et la stabilité dans la région ». Ce projet de motion ciblerait indirectement l'intervention turque en Libye. Le projet de motion échoue en ne récoltant que 94 voix (contre 68 et sept abstentions) alors qu'au moins 109 voix sont nécessaires ; les blocs parlementaires qui ont soutenu cette motion sont le PDL, La Réforme, Au cœur de la Tunisie, Al Moustakbal, le Bloc national, Tahya Tounes et le Mouvement du peuple (membre du bloc démocrate), Ennahdha et la Coalition de la dignité s'y opposant. La cause principale de l'échec du projet de motion est l'abstention des élus du Courant démocrate.
Le même mois, le PDL annonce que ses députés ont présenté « une série de questions orales et écrites aux ministres de la Santé, de l'Intérieur, de la Défense nationale, des Affaires étrangères et du Transport pour connaître les circonstances de l'atterrissage, à l'aéroport international Djerba-Zarzis, d'un avion turc chargé d'aides médicales à destination de la Libye, et éclairer l'opinion publique à ce sujet ».

#### Relations avec la France
Le 9 juin 2020, le bloc parlementaire de la Coalition de la dignité présente un projet de motion parlementaire qui demande officiellement à la France de présenter des excuses à la Tunisie pour les crimes commis pendant et après la colonisation. Abir Moussi, présidente du bloc parlementaire du PDL, déclare qu'elle ne s'oppose pas à la motion mais demande des modifications, parmi lesquelles la suppression de certaines expressions, la suppression du point relatif à la demande d'indemnisation et l'ajout d'un point concernant la révision des accords relatifs au sel et au pétrole. Lors du vote, les députés PDL s'abstiennent de voter en faveur du projet de motion qui échoue à récolter les 109 voix nécessaires (77 voix pour).

#### Relations avec l'Union européenne
Pour le PDL, les relations entre la Tunisie et l'Union européenne (UE) doivent être basées sur un « partenariat gagnant-gagnant », le parti considérant que l'UE profite de la faiblesse de la Tunisie pour servir ses propres intérêts, bien avant les intérêts du peuple tunisien. En février 2023, le parti organise une manifestation devant l'ambassade de l'UE à Tunis pour dénoncer le néocolonialisme dont elle ferait preuve vis-à-vis de la Tunisie. Lors de la manifestation, Abir Moussi dénonce l'ingérence de l'UE dans les affaires intérieures de la Tunisie et l'accuse de tenter d'imposer l'organisation terroriste des Frères musulmans sur la scène politique nationale.
Dans une lettre ouverte publiée le 13 juin 2023, le PDL condamne « l'atteinte flagrante à la souveraineté nationale » après la visite de la présidente de la Commission européenne Ursula von der Leyen, de la présidente du Conseil des ministres d'Italie Giorgia Meloni et du Premier ministre des Pays-Bas Mark Rutte pour discuter d'un traité sur l'immigration illégale avec le président Kaïs Saïed. Le parti accuse les dirigeants européens d'avoir conclu un accord clandestin avec un dirigeant qu'il juge autocratique et illégitime et ajoute que les Tunisiens ne reconnaîtraient aucun accord conclu à leur insu. Deux jours plus tard, des policiers interdisent aux membres du parti de manifester devant l'ambassade d'Italie en Tunisie pour dénoncer un éventuel accord entre les deux pays.

#### Cause palestinienne
En 2017, Abir Moussi et d'autres dirigeants du Parti destourien libre visite l'ambassade de Palestine à Tunis, la délégation y affirmant son soutien aux prisonniers palestiniens en grève de la faim. Durant sa campagne électorale présidentielle, Moussi visite le site du bombardement israélien à Hammam Chott (opération Jambe de bois) pour rendre hommage aux victimes et y affirmer que la cause palestinienne est au centre de ses préoccupations. Le 29 août 2020, Moussi réaffirme le soutien absolu de son parti à la cause palestinienne, affirmant qu'elle appuie toutes les décisions prises par l'Autorité palestinienne et favorise la solution à deux États.
Dans ce contexte, le PDL a refusé de donner sa position vis-à-vis des accords d'Abraham conclus en 2020 entre Israël, les Émirats arabes unis et Bahreïn, le justifiant par sa politique de non-ingérence dans les affaires intérieures des autres pays.

#### Restauration des relations avec la Syrie
En 2017, le PDL demande de rétablir les relations diplomatiques de la Tunisie avec la Syrie, une nécessité pressante selon le parti afin de dévoiler les réseaux qui se cachent derrière le recrutement de terroristes.

### Droits des femmes

#### Code du statut personnel
En 2018, Abir Moussi appelle à constitutionnaliser le Code du statut personnel (CSP), pour le protéger de toute altération possible, surtout qu'il est « ciblé par des sujets qui contredisent ses provisions comme la polygamie », et assure que le CSP est protégé dans le projet de Constitution que le parti a préparé. En même temps, Moussi demande à la société civile et aux féministes de faire pression afin d'amender le CSP pour garantir les droits de la femme. Le 13 août 2020, lors de la célébration annuelle de la promulgation du CSP, Moussi signale qu'une évaluation de l'évolution de la situation des droits des femmes tunisiennes s'impose, en particulier sur la contribution des femmes à la prise de décision.

#### Égalité successorale
Lors de la Fête de la femme, le 13 août 2017, le président de la République, Béji Caïd Essebsi, crée la Commission des libertés individuelles et de l'égalité (Colibe), présidée par l'avocate et députée Bochra Belhaj Hmida, qui a pour mission la préparation d'un rapport sur les réformes législatives relatives aux libertés personnelles et à l'égalité. Parmi les réformes que la Colibe propose dans son rapport final (remis en 2018) figure la consécration de l'égalité successorale entre femmes et hommes.
Le 11 août 2018, la présidente du parti, Abir Moussi, organise une conférence de presse dans laquelle elle critique le rapport de la Colibe, le qualifiant d'une atteinte aux droits de la femme et de la famille. De fait, elle refuse la proposition de la Colibe d'instaurer une dualité entre l'égalité successorale et les règles de la jurisprudence islamique (où l'homme hérite le double de la femme) et de permettre à chacun de choisir le système qui lui convient ; Moussi qualifie cette dualité de relance de la magistrature islamique, une institution éliminée à l'indépendance de la Tunisie avec la création de l'État civil et l'unification de la magistrature sur des bases civiles.
La position du PDL vis-à-vis de la proposition d'égalité de l'héritage est critiqué et qualifiée de conservatrice et « similaire de la position des islamistes », des critiques que le parti rejette, Moussi déclarant qu'elle n'est pas contre le principe de l'égalité mais contre la façon dans laquelle le rapport a été préparé.
Un dirigeant au sein du parti, Mohamed Karim Krifa, a souligné que le PDL demande un débat national élargi sur l'égalité de l'héritage pour annoncer sa position.

#### Violence contre les femmes
Après son élection à l'Assemblée des représentants du peuple, la présidente du bloc parlementaire du PDL, Abir Moussi, est victime d'une agression par le président de la Coalition de la dignité, Seifeddine Makhlouf, le 27 janvier 2021, lorsque le député arrache le téléphone mobile des mains de Moussi en menaçant de le casser, tout en l'insultant,. Cette agression est la source de condamnations de différentes organisations, comme l'Union générale tunisienne du travail, l'Association tunisienne des femmes démocrates et Tahya Tounes, de blocs parlementaires (La Réforme et le Bloc national) ou encore de personnalités comme Samia Abbou.
Cette agression se déroule lors d'un sit-in des députés du PDL pour dénoncer les violences politiques à l'égard des femmes, un sit-in qui fait suite à une autre agression perpétrée contre Moussi par Makhlouf qui utilise des termes misogynes « tout en lui reprochant de ne pas respecter les hommes » ; le parti demande alors le limogeage de la ministre de la Femme, Imen Houimel, citant « son silence devant les agressions et humiliations infligées à la femme tunisienne, et l'atteinte au modèle sociétal bourguibien, ainsi que les appels à la transgression de la loi et de la Constitution en ce qui concerne les droits de la femme ».
Le 5 février 2021, à la suite d'une visite de soutien de la présidente de l'Union nationale de la femme tunisienne, Radhia Jeribi, le bloc parlementaire du PDL présente une initiative législative pour amender la loi organique n°2017-58 du 11 août 2017, relative à l'élimination de la violence à l'égard des femmes, proposant d'aggraver les peines encourues, d'interdire l'atténuation des peines et de sanctionner l'incitation à porter atteinte aux acquis de la femme.

## Programme

### Économie
Dans le sphère économique, le parti considère que maîtriser l'inflation, baisser la dette extérieure du pays, réduire le déficit de la balance commerciale, réduire les coûts des importations et maîtriser les prix sont les objectifs les plus importants pour la Tunisie. Afin de les réaliser, le PDL définit une stratégie basée sur la prise de mesures économiques et sociales d'urgence, la mise en place de réformes économiques et financières structurelles et la préparation d'un nouveau modèle de développement. Pour la mettre en œuvre, le parti  propose des mesures visant à contrôler la dette publique, comme la rationalisation de cette dette, la mobilisation des ressources financières du pays ainsi que le choix du moment opportun pour obtenir des prêts, en particulier les moyens et les modalités d'obtention des prêts extérieurs. Il propose aussi l'adoption d'une règle d'or budgétaire visant à maîtriser le déficit qui ne doit pas dépasser 3 % du PIB lors de la préparation du budget de l'État. 
En matière de fiscalité, le parti propose la généralisation de la TVA à travers la réduction du nombre des taux et leur unification pour un même secteur. Il propose aussi de lutter contre les régimes forfaitaires et de limiter les bénéfices aux assujettis à ce régime. Le PDL veut par ailleurs lutter contre la fraude fiscale en luttant contre la complexité des textes fiscaux, en organisant les services fiscaux selon les types d'assujettis, en renforçant et en améliorant le contrôle fiscal (manuel de procédure, informatisation, renforcement du personnel, etc.).
Pour le secteur financier et bancaire, le PDL vise sa restructuration à travers la réduction du nombre des banques par la cession immédiate des participations minoritaires de l'État, notamment mixtes, la privatisation de la BH Bank et de la Banque Zitouna et la création d'une holding, regroupant la Banque nationale agricole, la Société tunisienne de banque et la Banque franco-tunisienne (BFT), et la mise en place d'une structure de défaisance pour résoudre le problème des actifs accrochés de ces banques, notamment ceux de la BFT. Le parti propose par ailleurs de revoir le modèle de gouvernance de la Banque centrale de Tunisie en séparant cette institution et le gouvernement. Pour améliorer les réserves du pays en devises, le PDL soutient une amnistie de change et la création de comptes en devises au profit des travailleurs tunisiens à l'étranger, le parti appelant à étudier la possibilité de négocier des opérations de swaps à moyen terme (devises/dinars) avec certains pays, notamment ceux avec lesquels la Tunisie enregistre des déficits commerciaux importants.
Pour l'agriculture, le parti considère que la sécurité alimentaire est d'une importance vitale pour la Tunisie ; il propose donc plusieurs mesures comme la création d'un Conseil national de la sécurité alimentaire, dont la mission serait d'étudier et de contrôler les politiques générales de l'État sur le terrain et d'identifier les défis à relever, et d'un index national de synthèse sur la sécurité alimentaire qui servirait de référence pour l'évaluation périodique de la productivité du secteur agricole. Le parti vise aussi à soutenir les agriculteurs à travers la réhabilitation de la chaîne de distribution alimentaire pour lutter contre les monopoles et la spéculation, à créer une base de données centrale pour suivre l'avancement et le financement des projets de coopération internationale, à revoir la politique d'importation de produits alimentaires et à stimuler leurs exportations. Le PDL veut aussi améliorer les conditions de vie des agriculteurs, notamment en développant un réseau de transport agricole sécurisé pour les travailleurs et l'imposition de l'égalité salariale dans le secteur, notamment dans les zones rurales.

### Éducation
En matière d'éducation, le parti encourage l'investissement dans le secteur privé afin qu'il complète les efforts de l'État ; il propose donc une loi relative à l'enseignement privé (éducation ou université), au lieu de l'actuel cahier des charges. Pour améliorer les conditions des établissements d'enseignement, le parti demande de les connecter tous à Internet haut débit et de créer une faculté des sciences éducatives qui formerait les enseignants, les surveillants et les agents administratifs.
Le Parti destourien libre se concentre surtout sur le décrochage scolaire, un phénomène qu'il considère comme une menace pour le futur de la Tunisie. Pour le combattre, il propose d'investir massivement dans la formation professionnelle, surtout dans les régions les plus touchées par l'abandon scolaire, et de créer un baccalauréat professionnel dont les titulaires seraient orientés vers les Instituts supérieurs des études technologiques.
Pour l'enseignement supérieur, le PDL appelle à réformer le système LMD en faisant sortir certaines filières de ce système, à l'instar de la magistrature qui nécessite une formation plus approfondie et rigoureuse.

### Santé
Sur le plan de la santé, le PDL donne une place prépondérante au partenariat public-privé, proposant que celui-ci joue un rôle important dans l'investissement dans les services de santé dans les régions, l'échange des services et les équipements lourds entre les unités de soins et pour faire face à la pénurie des médecins spécialistes dans les régions intérieures. Le parti appelle l'État à investir dans l'infrastructure sanitaire, surtout dans les régions intérieures, à consacrer une partie du budget aux travaux de réparation et de maintenance et à renforcer le corps médical et paramédical des centres de santé.
Pour améliorer la qualité des services de santé, le parti propose d'encourager l'hospitalisation de jour et à domicile, de développer des mécanismes de contrôles internes et de généraliser les questionnaires à tous les niveaux, de créer un système national en vue d'évaluer les services de santé et de faire participer les citoyens, les professionnels du métier et la société civile à cette évaluation, et de généraliser l'informatisation dans tous les domaines de gestion du système de santé.
Pour ce qui concerne les conditions de travail du personnel, le PDL veut finaliser les lois fondamentales relatives aux différents corps de métiers de santé et réviser complètement le système de sécurité au sein des établissements de santé afin de protéger le corps médical.

### Diplomatie
Lors de sa campagne présidentielle, la présidente du PDL, Abir Moussi, déclare que la diplomatie tunisienne doit se concentrer sur l'aspect économique et revenir à ses origines bourguibiennes, c'est-à-dire le respect de la légitimité internationale et de la non-ingérence, le parti refusant d'impliquer la Tunisie dans les conflits régionaux. Celui-ci propose la mise en place d'un Institut supérieur de la diplomatie économique placé sous la tutelle de la présidence de la République et qui aurait pour mission la formation des diplomates dans la recherche des opportunités économiques.
Le parti considère que l'Union européenne est le partenaire historique et le plus important de la Tunisie mais demande la renégociation de l'accord de libre-échange complet et approfondi dans un cadre gagnant-gagnant et dans l'intérêt de la Tunisie.
Concernant les Tunisiens résidant à l'étranger (TRE), le PDL propose d'améliorer les services consulaires, à travers la simplification des démarches, la lutte contre la lourdeur de la bureaucratie, la mise en place d'équipes itinérantes pour rapprocher les services consulaires des Tunisiens, la numérisation des services administratifs et consulaires, la mise en place d'un réseau de bureaux d'aide, d'accompagnement et d'orientation au profit des étudiants tunisiens, l'amélioration et la multiplication des conventions avec les services sociaux et les caisses sociales des pays européens, afin de préserver les droits des Tunisiens à leur retour au pays et renforcer le sentiment d'appartenance des jeunes Tunisiens envers la Tunisie.

## Accusations et réactions
L'hostilité du Parti destourien libre envers la révolution et les islamistes lui valent de nombreuses critiques, le PDL étant accusé d'être un parti rétrograde et nostalgique de l'ère bourguibiste et bénaliste. Le PDL est également accusé de minimiser les crimes commis sous ces régimes, notamment celui de Ben Ali en matière de torture, de répression et de dictature. Le parti est pour cela accusé d'être de nature fasciste par plusieurs personnalités comme Hamma Hammami, secrétaire général du Parti des travailleurs, et Imed Khemiri, porte-parole du parti Ennahdha.
La présidente du PDL, Abir Moussi, ne nie pas les connexions liant son parti avec le Rassemblement constitutionnel démocratique (RCD), dont elle estime qu'il représente son prolongement. Le RCD est le parti dissout de l'ancien président Ben Ali, dont Abir Moussi a été secrétaire générale adjointe chargée de la Femme.
Tout comme le Néo-Destour du président Bourguiba, le PDL fête sa victoire électorale aux législatives de 2019 dans la ville de Monastir, ville natale de Bourguiba, considéré comme le fondateur de la Tunisie moderne.

## Résultats électoraux

### Élections législatives
| Année | Voix    | %    | Rang | Sièges   | Gouvernements       |
| ----- | ------- | ---- | ---- | -------- | ------------------- |
| 2014  | 11 403  | 0,33 | 16e  | 0 / 217  | Extra-parlementaire |
| 2019  | 189 356 | 6,60 | 3e   | 17 / 217 | Opposition          |

### Élections présidentielles
| Année | Candidat              | Voix                  | %                     | Résultat              |                       |
| ----- | --------------------- | --------------------- | --------------------- | --------------------- | --------------------- |
| 2014  | Abderrahim Zouari     | 2 701                 | 0,08                  | 28e                   |                       |
| 2019  | Abir Moussi           | 135 461               | 4,02                  | 9e                    |                       |
| 2024  | Boycott des élections | Boycott des élections | Boycott des élections | Boycott des élections | Boycott des élections |

### Élections municipales
| Année | Voix   | %    | Rang | Conseillers | Maires  |
| ----- | ------ | ---- | ---- | ----------- | ------- |
| 2018  | 24 928 | 1,38 | 7e   | 76 / 7212   | 0 / 350 |

## Députés

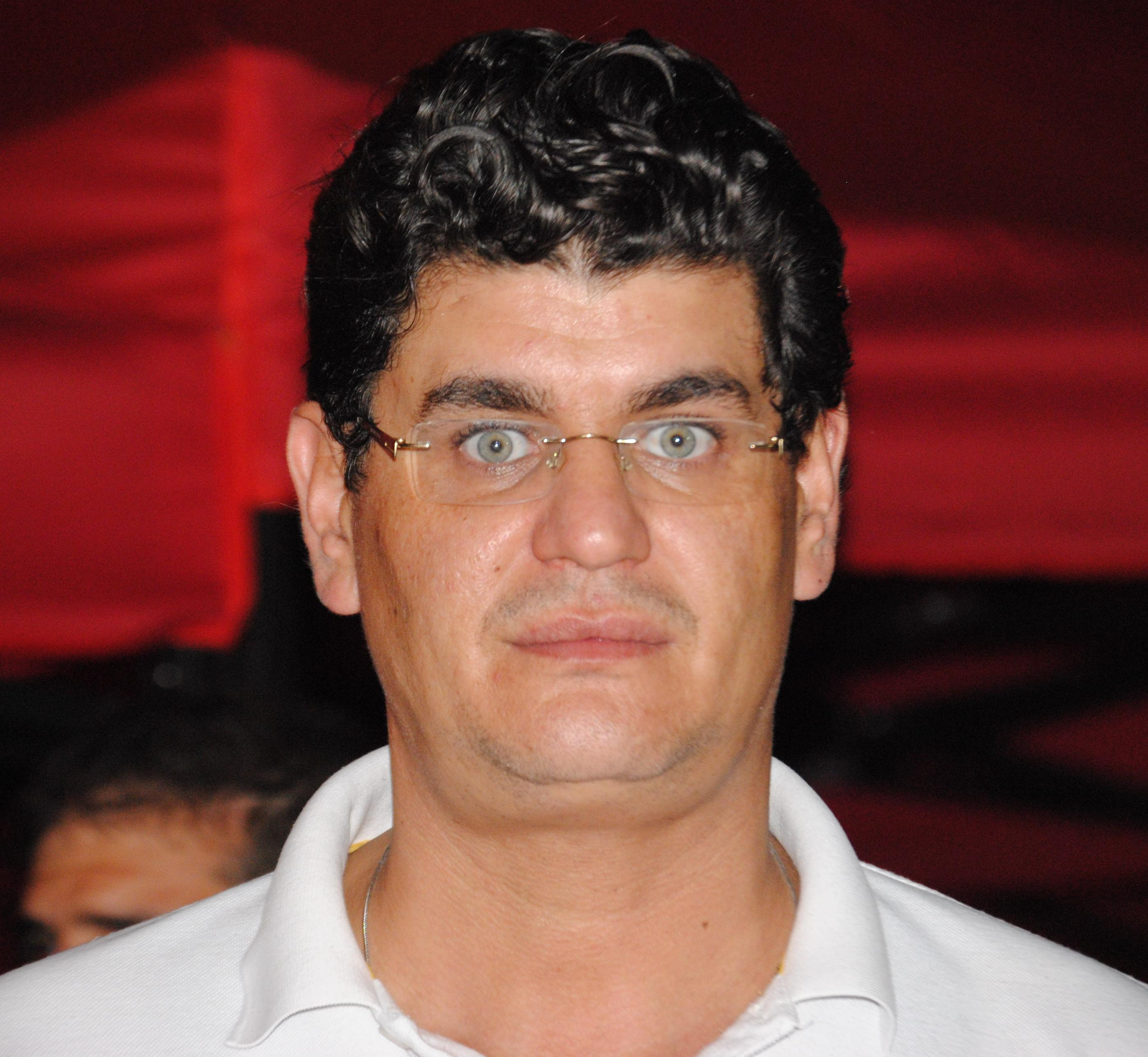
Mohamed Karim Krifa, député du PDL et vice-secrétaire général du parti.

Lors des élections législatives de 2019, le parti remporte 17 sièges à l'Assemblée des représentants du peuple :
- Neji Jarrahi, dans la première circonscription de Tunis ;
- Abir Moussi, dans la deuxième circonscription de Tunis ;
- Aboubaker Zoukhama puis Awatef Grich, dans la circonscription de l'Ariana ;
- Samira Saihi, dans la circonscription de Ben Arous ;
- Mustapha Gharbi, dans la circonscription de Béja ;
- Thameur Saad, dans la première circonscription de Nabeul ;
- Majdi Boudhina, dans la deuxième circonscription de Nabeul ;
- Mohamed Karim Krifa, dans la circonscription de Sousse ;
- Fadhel Elouej, dans la circonscription de Mahdia ;
- Yadh Allegue, dans la circonscription de Monastir ;
- Lamia Jaidane, dans la circonscription de Monastir (limogée) ;
- Wissem Chaari, dans la première circonscription de Sfax
- Hajer Enneiffer, dans la deuxième circonscription de Sfax ;
- Ali Bejaoui, dans la circonscription de Bizerte ;
- Abderrazek Hosni, dans la circonscription de Siliana ;
- Ahmed Seghaïer, dans la circonscription de Zaghouan ;
- Zeineb Essfari, dans la deuxième circonscription de France ;